# Juan Carlos Reyes
Juan Carlos Reyes, vollständiger Name Juan Carlos Reyes Braun, (* 15. Oktober 1976 in Paysandú) ist ein uruguayischer ehemaliger Fußballspieler.

## Karriere
Der 1,80 Meter große Offensivakteur Reyes gehörte zu Beginn seiner Karriere von 1998 bis Mitte 1999 dem Kader von Nacional Montevideo an. Den Rest des Jahres verbrachte er in Reihen des Centro Atlético Fénix. In den Jahren 2000 und 2001 war er bei Paysandú Bella Vista aktiv. 2003 war der Tacuarembó FC sein Arbeitgeber. Von den Norduruguayern wechselte er Anfang Januar 2004 nach El Salvador zu AD Isidro Metapán. Mitte 2005 verpflichtete ihn CD Luis Ángel Firpo für die zweite Jahreshälfte. Von 2006 bis Mitte 2007 folgte ein Engagement bei Once Municipal. Anschließend wird für ihn eine bis Mitte 2009 währende Karrierestation bei Alacranes del Norte geführt. Bis Mitte Januar 2010 spielte er für Atlético Balboa. Sodann setzte er seine sportliche Laufbahn in Guatemala bei Deportivo Jalapa fort. Im Juli 2011 kehrte er nach El Salvador zurück und gehörte fortan dem Kader von Juventud Independiente an. Für den Verein aus San Juan Opico absolvierte er 66 Ligaspiele und schoss 22 Tore. Letztmals ist dort ein Einsatz am 12. Mai 2013 für ihn notiert.